# 高尾野 中の市
高尾野 中の市（たかおの ちゅうのいち）は、鹿児島県出水市高尾野町で彼岸に行われる市。高尾野を平仮名にしてたかおの中の市とも書かれる。

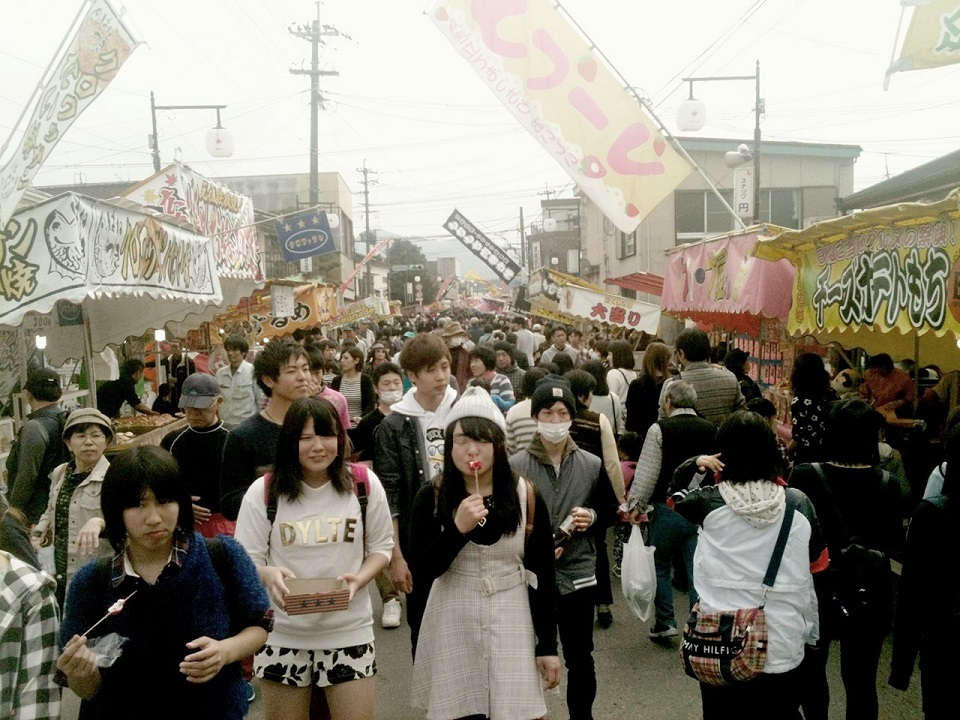
高尾野中の市

## 概要
「川辺（かわのべ） 二日市（南九州市）」、「加治木 初市（姶良市）」と並ぶ鹿児島県三大市の一つで、毎年春分の日（彼岸の中日）とその翌日に2日間開催される。地元では「市」と「一」をひっかけて、2日目の市のことを「中の二」（ちゅうのに）と呼ぶ事があり、高尾野町周辺を含む出水平野に春の到来を知らせる風物詩となっている。
開催当日は肥薩おれんじ鉄道の高尾野駅前交差点を中心に広範囲にわたって歩行者天国になり、苗木・花木・雑貨・飲食等などを含む約300の露店が並ぶ。県内外から10万人以上の人が集まり大きな賑わいを見せ、駅近くの特設会場では高尾野兵六太鼓や野田郷島津太鼓などの演奏やジャンボそばの早食い競争などのイベントで盛り上がる。 以前は同じ日に紫尾神社で祭事が行われ、鈴かけ馬の馬引も行われていた。
別名「そば市」とも呼ばれ、様々な店や各家庭で作られる名物の「手打ち田舎そば（出水そば）」が有名で来場客からの評判や人気が高く、そばの食べ比べをする来場者も多い。また、肥薩おれんじ鉄道の利用者には先着500名に「そば割引券」が配布される。
かつては毎年1回2日間のみの開催であったが、2015年9月23日に鶴の町商工会設立10周年記念事業として秋分の日に初めて「高尾野・秋の中の市」が開催された。
開催時は高尾野町一帯の道路が広範囲にわたって通行止めになるため、マイカー利用者は特設駐車場に駐車して会場まで歩く形となる。鉄道を利用すれば駅前からすぐに会場に入れるため、沿線の肥薩おれんじ鉄道を利用して会場に向かう来場者も大変多く、最寄り駅である高尾野駅は混雑ピーク時には駅構内やホームに乗客が入りきれないほどの大混雑となる。そのため肥薩おれんじ鉄道でも駅前やホームに出札窓口（キップ売り場）や改札、集札、案内誘導の係員を臨時に配置したり、臨時列車を多数設定して列車を増発する事で対応している。

## 歴史
江戸時代から続く伝統的な歴史の古い市である。元々は古くから開催されてきた紫尾神社の祭事（彼岸の中日の春祭り）にいつしか露天の市が立ったのが始まりとされ、当時は山菜と海産物などの物々交換を行っていた。
交通手段の発達していなかった昔は遠方から泊りがけで親戚縁者がこの市に集まっていた。初日は遠方からの来客者が市を楽しみ、地元の人々は各家庭で特産の「そば」を手打ちしてもてなした。この伝統が「そば市」と呼ばれる由来となっている。

## 事務局
高尾野「中の市」実行委員会事務局（鶴の町商工会内）　0996-82-1065

## 交通アクセス
- 肥薩おれんじ鉄道高尾野駅から徒歩0分

開催当日は開催時間に合わせて米ノ津駅 - 阿久根駅間で臨時列車が多数運行され、この区間は一般列車も含めて時間によって約10分から40分間隔での高頻度運行となる。また、高尾野駅も有人駅となり乗車券などの販売も行われる。
- JR九州出水駅から車で15分

自家用車の場合は特設駐車場とシャトルバスを利用可能。